# Teorin om att statsskuld ej behövs
Teorin om att statsskuld ej behövs är en integrerad del av det som på engelska oftast kallas "monetary reform" och på svenska "penningreform". Vissa författare, som exempelvis Bill Still och Ellen Brown, går längre än de flesta inom denna genre och menar helt enkelt att statsskuld inte behövs. Då detta är särskilt uttalat och även teoretiskt motiverat, kan man tala om en "teori om att statsskuld inte behövs". Detta kan skiljas från teorier, förslag och strategier inom penningreformrörelsen som är mindre långtgående, åtminstone när det gäller statsskuldens vara eller icke vara.

## Bill Still
| ”                                | The problem with the economy of every nation on earth has the same root -- national debt -- debt that is totally unnecessary. All nations can get out of debt and not incur any more debt. Any nation that did this would immediately stabilize their economic situation -- that is, incur neither significant inflation, nor deflation -- by design. | „ |
| – Ur boken No More National Debt | |   |

| ”                                | Unfortunately, we cannot just pay down the national debt. All our money -- except for coins -- is created out of debt. Under this debt money system, to reduce the debt is to reduce the national money. The only solution is to restructure our monetary system to forbid government borrowing. Fortunately, this is nothing new. The U.S. and other nations have done it before. | „ |
| – Ur boken No More National Debt | |   |